# Іон Руссу
Руссу Іон Ніколає (16 липня 1941) — молдовський дипломат. Надзвичайний і Повноважний Посол Молдови в Україні (1994-1998). Міністр сільського господарства і переробної промисловості Молдови (1999-2001). Народний депутат СРСР (1989-1991).

## Біографія
Народився 16 липня 1941 року в селі Фелештій-Ной (Бельцевський район). У 1969 році закінчив Херсонський сільськогосподарський інститут. Закінчив Вищу партійну школу при ЦК Компартії України.
З 1969 р. — працював агрономом колгоспу ім. Леніна.
З 1969 р. — голова колгоспу ім. Жданова (Тирасполь).
У 1973–1976 рр.- голова колгоспу ім. Леніна (с. Чобручі, Слободзея).
З 1976 р. — голова Слобозійської Ради колгоспів.
У 1979–1984 рр. — перший секретар Суворовського райкому Компартії Молдови.
У 1984–1990 рр. — перший секретар Слободзійського райкому Компартії Молдови. Народний депутат СРСР від Слободзійського національно-територіального виборчого округу № 280 Молдавська РСР.
У 1990–1991 рр. — Завідувач відділом ЦК Компартії Молдови.
У 1991 році Голова комісії Уряду Республіки Молдова з проблем Придністров'я.
У 1994–1998 рр. — Надзвичайний і Повноважний Посол Молдови в Україні.
З 21 грудня 1999 по 19 квітня 2001 — Міністр сільського господарства і переробної промисловості.
Директор проекту Міжнародний фонд розвитку сільського господарства (IFAD)

## Автор праць
- Партийные организации и научно-технический прогресс на селе / И. Н. Руссу, 61,[2] с. 20 см, М. Политиздат 1988[2]